# Alone in the Dark (videojuego de 2024)
Alone in the Dark es un juego de terror y supervivencia desarrollado por Pieces Interactive y publicado por THQ Nordic. Es una nueva versión del juego de PC de 1992, Alone in the Dark, la primera entrega de la serie homónima. El juego presenta una narrativa para un solo jugador ambientada en la década de 1930, donde los jugadores pueden elegir jugar como Edward Carnby (David Harbour) o Emily Hartwood (Jodie Comer), mientras exploran la Mansión Derceto para descubrir los misterios que oculta.
Fue lanzado para PlayStation 5, Windows y Xbox Series X/S el 20 de marzo de 2024. Tras su lanzamiento, el juego recibió críticas mixtas por parte de la prensa especializada y no logró cumplir con las expectativas de ventas de Embracer Group, la empresa matriz de THQ Nordic, lo que llevó al cierre del estudio Pieces Interactive en junio de 2024.

## Jugabilidad
Alone in the Dark cuenta con una perspectiva en tercera persona "por encima del hombro", abandonando los ángulos de cámara fijos del juego original. Este enfoque es similar al adaptado en las nuevas versiones de la franquicia Resident Evil. El combate incluye el uso de armas de fuego o armas cuerpo a cuerpo. Los jugadores pueden elegir entre jugar como Emily o Edward, y ambas campañas ofrecen cinemáticas y niveles diferentes.

## Argumento
El juego sigue la historia de Emily Hartwood (Jodie Comer) y el investigador privado Edward Carnby (David Harbour), quienes viajan a la Mansión Derceto, un hogar para enfermos mentales, para investigar la desaparición de Jeremy Hartwood (Paul Mercier), el tío de Emily. Sin embargo, pronto se verán envueltos en un horror lovecraftiano que incluye monstruos horrendos, entornos mentales alterados, conspiraciones de cultos y conexiones con un enigmático ser conocido como "El Hombre Oscuro".

## Desarrollo
Una nueva versión del juego original de 1992, Alone in the Dark, estuvo en desarrollo activo por Eden Games tras el lanzamiento de Alone in the Dark: Inferno. Sin embargo, tras la liquidación del estudio por parte de Atari en 2013, el proyecto fue cancelado.
Tres años después de la mala recepción de Alone in the Dark: Illumination, el entonces propietario Atari SA vendió la franquicia Alone in the Dark a THQ Nordic en septiembre de 2018. Pieces Interactive, más conocido por crear Magicka 2, comenzó el desarrollo del juego en 2019. El equipo se inspiró en el éxito de Resident Evil 2 en 2019 y Resident Evil 3 en 2020. El juego fue escrito por Mikael Hedberg, quien anteriormente había trabajado en Frictional Games en Soma y amnesia: The Dark Descent. Contará con una trama original que incorpora personajes de los primeros tres juegos de Alone in the Dark. El artista Guy Davis, mejor conocido por su trabajo con Guillermo del Toro y su propia serie de cómics The Marquis, fue contratado para diseñar los monstruos que aparecen en el juego. El creador de la serie, Frédérick Raynal, dio su bendición a la reinvención diciendo que Pieces Interactive hizo un gran trabajo al preservar el "sentimiento central" del juego original.
En agosto de 2022, se reveló en THQ Nordic's Showcase. Una demostración gratuita del juego, titulada "Grace in the Dark: Prologue", se lanzó para todas las plataformas en mayo de 2023. El juego se lanzó en PlayStation 5, Windows y Xbox Series X/S el 20 de marzo de 2024.

## Recepción y crítica

### Recepción crítica
Alone in the Dark recibió críticas “mixtas o promedio” por parte de la prensa especializada, según el sitio agregador de reseñas Metacritic. En Japón, cuatro críticos de Famitsu le otorgaron una puntuación total de 31 sobre 40.

### Ventas
Alone in the Dark no logró alcanzar las expectativas de ventas de Embracer Group, la empresa matriz de THQ Nordic, lo que llevó al cierre del estudio Pieces Interactive en junio de 2024.